# Kammgarnquartier

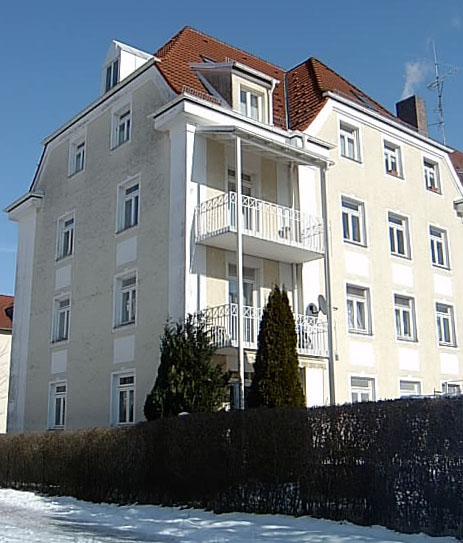
Wohnhaus im Kammgarnquartier

Das Kammgarnquartier war eine Werkssiedlung der Augsburger Kammgarn-Spinnerei. Im Jahre 1875 und 1876 erbaut, diente sie den angestellten Arbeitern als Wohnstätten in unmittelbarer Nähe zum Arbeitsplatz. Zunächst als „Neues Wohnquartier“ bezeichnet, erhielt die Siedlung 1879 die Bezeichnung „Kammgarnquartier“. Nach zahlreichen Erweiterungen zählte die Siedlung im Jahre 1936 schließlich 44 Häuser und 355 Wohnungen. 
Mit dem Niedergang der Augsburger Kammgarn-Spinnerei in den 1970er Jahren veränderte sich auch das Kammgarnquartier. Bis auf wenige Häuser wurden in den 1980er Jahren sämtliche Gebäude abgebrochen und durch Neubauten ohne Bezug zum Textilwerk ersetzt.